# Running back

De positie van de running back

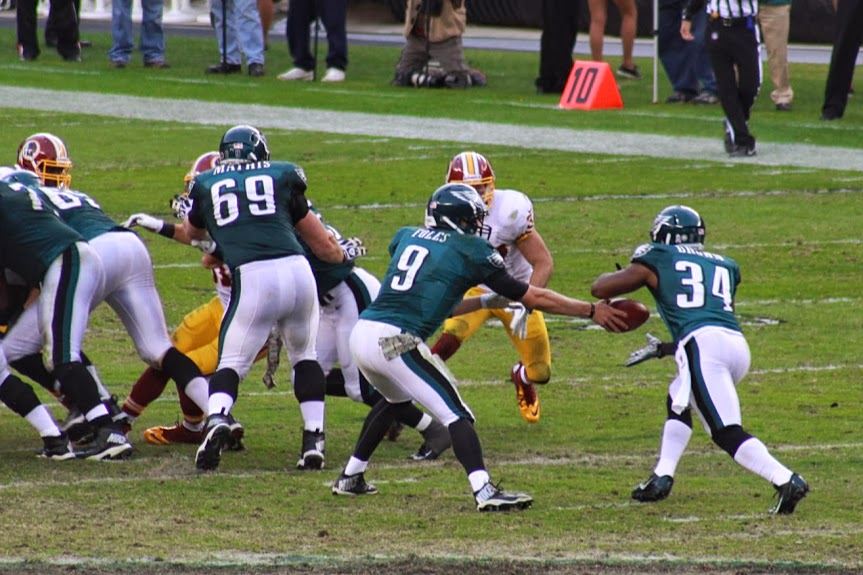
Een running back (34) ontvangt de bal van de quarterback (9)

Een running back (ook wel halfback, tailback of wingback genoemd) is een speler in het American en Canadian football. De running back behoort tot het aanvallende team en stelt zich op achter de eerste linie (de linemen).
Het is de taak van de running back terreinwinst te maken door met de bal richting de end zone van de tegenstander te rennen. Daarnaast ontvangt een running back passes over korte afstanden.
Aanval: Quarterback · Wide receiver · Tight end · Center · Guard · Offensive tackle · Running back · Fullback · H-back

Verdediging: Defensive tackle · Defensive end · Nose tackle · Linebacker · Defensive back

Speciale teams: Placekicker · Punter · Long snapper · Holder · Punt returner · Kick returner · Gunner